# Mandenvlechter

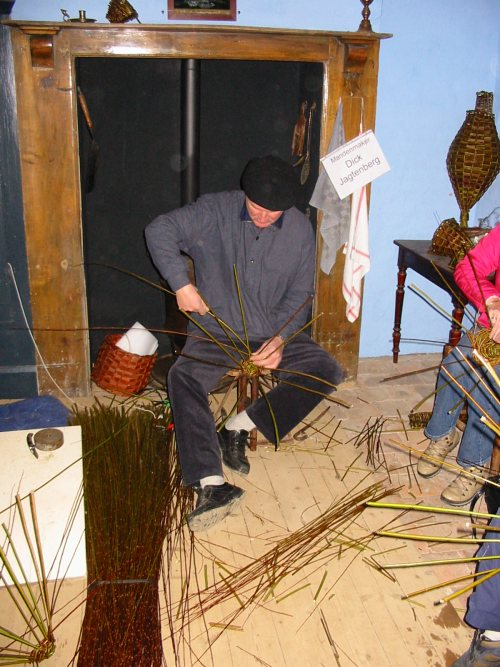
Mandenvlechter aan het werk

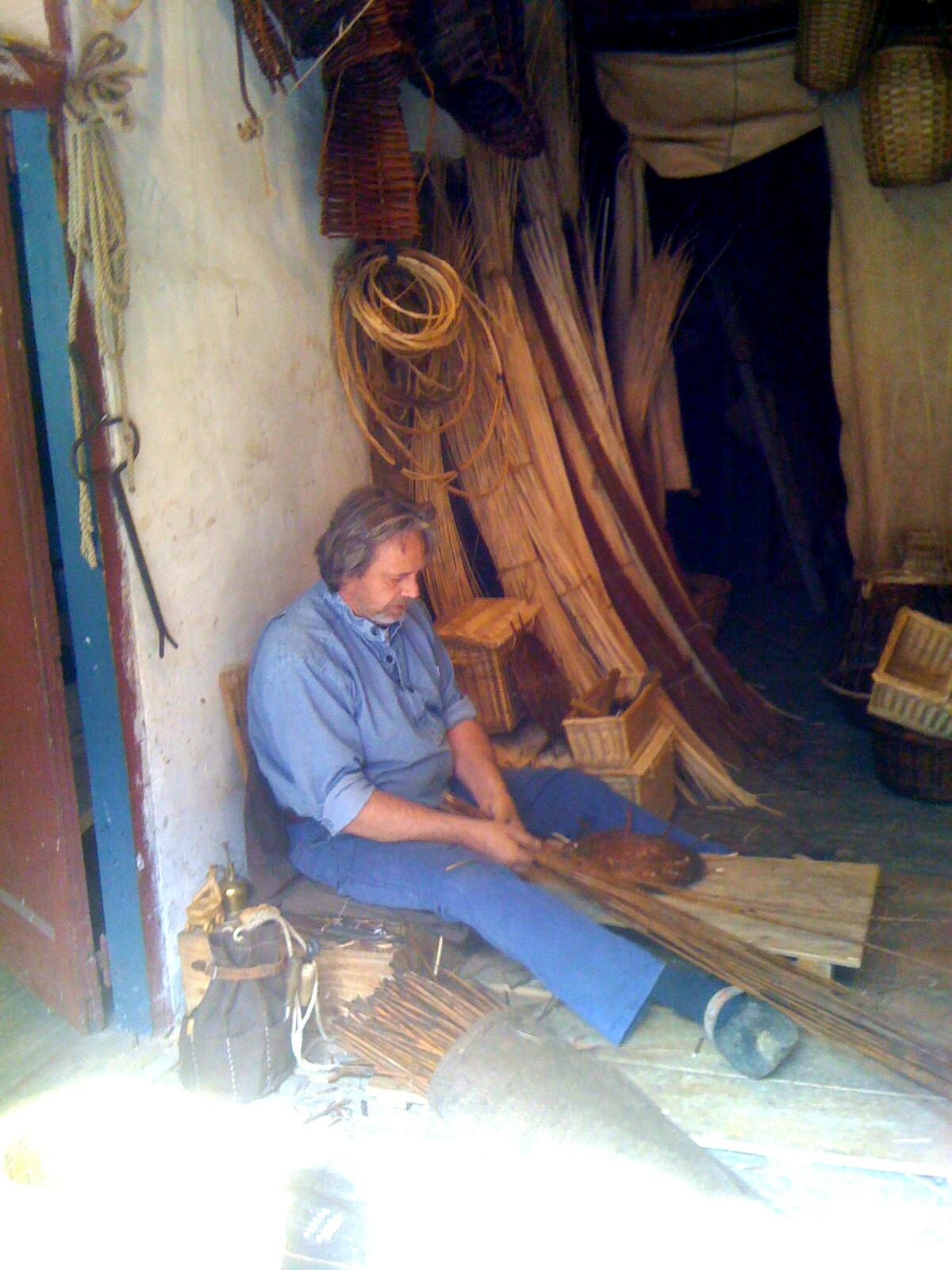
Mandenmaker Zuiderzeemuseum

Een mandenvlechter of korver is een ambachtsman die voor zijn hobby of beroep manden vlecht met allerlei natuurlijke materialen zoals wilgentenen, rotan, stro of rietstengels. 
Het is een oud ambacht, dat in de westerse wereld enkel nog als hobby wordt beoefend en gedemonstreerd. Het vlechtwerk in de handel is allemaal geïmporteerd uit lageloonlanden. Vlechtwerk is zoals alle handvaardigheden arbeidsintensief en weinig concurrentieel met moderne materialen. Waar het vroeger een noodzakelijk gebruiksvoorwerp was in huis, landbouw, visserij en industrie is het verworden tot een handel in voorwerpen van voornamelijk decoratieve aard. Enkel in de ontwikkelingslanden behoudt het zijn oorspronkelijke functie. 

## Materiaal
Het materiaal waar in de Lage Landen traditioneel mee gevlochten werd, is de eenjarige scheut van de wilg (Salix), die  ook wel de wis wordt genoemd. In de Ardennen werd ook wel hazelaar gebruikt. Hiervoor wordt een andere techniek gebruikt en dit werd meestal slechts toegepast voor eigen gebruik.
Voordat men kan beginnen te vlechten is er reeds een jaar aan intensieve teeltzorg met veel handenarbeid gepasseerd. Dat maakt dan ook dat het materiaal niet goedkoop is. Wissen mogen gerust enige jaren overliggen. Daar worden ze alleen harder, taaier en beter van. Brute wissen bewaren minder lang. Er komen sneller insecten in. Er kan gewerkt worden met:
- brute wissen (met de schil erop)
- gebufte wissen (bruin, geschild na koken)
- witte wissen (geschild)
- gekloven wissen
- schenen; dit zijn gekloven wissen die vlak geschaafd en eventueel op breedte getrokken werden (voor fijn werk)

Een vlechter heeft een heel assortiment wissen in verschillende lengtes, diktes en soorten nodig. Voordat men begint te vlechten, dient het materiaal te worden uitgezocht, passend naar lengte, dikte en soort voor:
- staken voor de bodem
- vlechters voor de bodem
- staken voor de wand
- volvlechters voor de wand
- eventueel bijstekers, kimmen, cordons...
- oren onderhengel, hengsel

Er wordt meestal een andere, betere soort gebruikt voor de staken van fijn werk, omdat hiermee ook de boord wordt gevlochten. De wissen die hiervoor gebruikt worden, dienen meer manipuleerbaar en buigzamer te zijn dan die gebruikt voor het volvlechten van de wand. Een boord met knikken of breuken oogt niet.

## Weken van materiaal
Om het materiaal te kunnen verwerken dient het geweekt te worden. Brute wissen dienen al naargelang de dikte, de soort en de temperatuur één tot drie weken in het water te liggen. Aan dit water wordt niets toegevoegd. Ze zijn dan enige dagen tot enkele weken verwerkbaar. 
Geschilde wissen hebben genoeg aan een paar uur water. Ze worden best 's avonds geweekt en 's nachts afgedekt in het gras of de dauw gelegd. Beschikt men niet over een waterbak dan volstaat soms ook wel, meestal na de zomer, een avond in de mist op gras. Ze dienen spoedig verwerkt te worden omdat ze zeer snel weer uitdrogen en dan hun buigzaamheid verliezen. Het voordeel is dat witte wissen, in tegenstelling tot brute, een paar keer geweekt kunnen worden. 
Vandaar overigens dat een witvlechter niet buiten werkt maar eerder voor een vochtige omgeving kiest. Soms werkte men zelfs in kelders. Oude foto's tonen dikwijls witvlechters buiten aan het werk. Dit zijn echter geposeerde opnamen die omwille van belichting enkel buiten konden plaatsvinden.

## Het werk
Werk is in te delen naar:
- grootte: groot; gemaakt op plank, fijn; meestal gemaakt op mal
- vorm: rond, ovaal, vierhoekig, rechthoekig, vierkant of getrokken werk
- bodem; op kruis, op ring, met stokken voor het vierhoekige
- fijnscheenwerk
- dichtheid: vol of opengewerkt
- boord: gerold, vlecht, afgelegd, ander systeem
- materiaal: brut, buff of wit, al dan niet met inbreng van ander materiaal, zoals stro, pitriet, linnen en touw
- gebruik: eiermand, linnenmand, eendennest, wasmand, boterkorf, vismand, fuik

## Gereedschap
Een mandenvlechter heeft op zich niet veel gereedschappen nodig. In feite is een mes voldoende om zich te kunnen redden. Daarnaast is er specialistisch gereedschap dat in opdracht gemaakt wordt. Onderstaand gereedschap dient in principe om het werk makkelijker te maken:
- plank of soort van tafeltje, zeer laag, schuin afhellend, waarop het werk  wordt vastgezet
- priem, rechte, krommen of holle om het werk vast te zetten, om te ruimen
- gewichten om het werk te verzwaren; geeft stabiliteit
- klopijzers rechte en kromme om het vlechtwerk aan te kloppen of om traceringen op hun plaats te kloppen
- sikkel- en lancetvormige messen om wissen aan te scherpen, overlangs uit te snijden en te  klieven
- snoeischaar om wissen over te knippen en manden uit te kuisen
- veegmes om manden uit te kuisen
- kloofhoutjes om wissen in drieën of vieren te klieven
- schaafje, al dan niet verstelbaar, om het merg te verwijderen en om gekloven wissen op dikte te trekken
- breedte schaafje, al dan niet verstelbaar, om schenen op gelijke breedte te trekken
- schenenstel om materiaal van dikte en breedte te maken
- vormmateriaal
- bodemmallen voor het maken van bodemringen
- vormmallen uit één stuk voor open vallend werk; demonteerbaar voor versmallend werk
- ronde en ovale spanringen
- kruisen om bij hoekig werk de hoekstaanders(hoekposten) op hun plaats te houden.
- rotule; verstelbaar soort draaipoot om mallenwerk op te maken
- trekbank om met snij- of haalmes latten en stokken aan te scherpen of bij te werken

## Geschiedenis
Dat het maken van vlechtwerk zeer oud is, staat buiten twijfel. Door de vergankelijkheid van het materiaal is er zeer weinig van teruggevonden. Een mand van honderd jaar oud is al heel respectabel. Toch zijn er enkele archeologische vondsten van enige duizenden jaren oud bekend, onder andere een technisch perfecte fuik die gevonden werd in de Leidse Rijn in Utrecht. Ook is er keramisch materiaal gevonden met afdrukken van vlechtwerk. Dit staaft de hypothese dat de eerste gebakken potten met klei besmeerde manden geweest zouden kunnen zijn. Het vlechtwerk verbrandde natuurlijk bij het bakken maar liet zijn afdruk na op het aardewerk. De prehistorische mens vlocht de wanden van zijn woningen (bandkeramiekers). Hoe meer men zich permanent vestigde en aan landbouw ging doen, hoe meer bevattende voorwerpen men nodig had. Primitief vlechtwerk heeft ook geen werktuigen nodig. Een vak met ingewikkelde werktuigen kan nooit oud zijn.
Taalkundig heeft het woord vlechten in een aantal talen dezelfde stam wat ook een teken van hoge ouderdom is.

## Iconografie
Van Geertgen tot Sint Jans (15 de eeuw) tot Salvador Dalí werden duizenden manden geschilderd. Ze opsommen zou een ellenlange lijst opleveren. Bij al deze schilders zijn er vooral Joachim Beuckelaer en Frans Snyders die opvallen om de exacte weergave, tot in de technische details toe van allerhande mandenwerk dat zij in hun jacht-, keuken- en markttaferelen afbeeldden. Ze moeten kennis gehad hebben gehad van de mandenvlechterij.

## Afbeeldingen

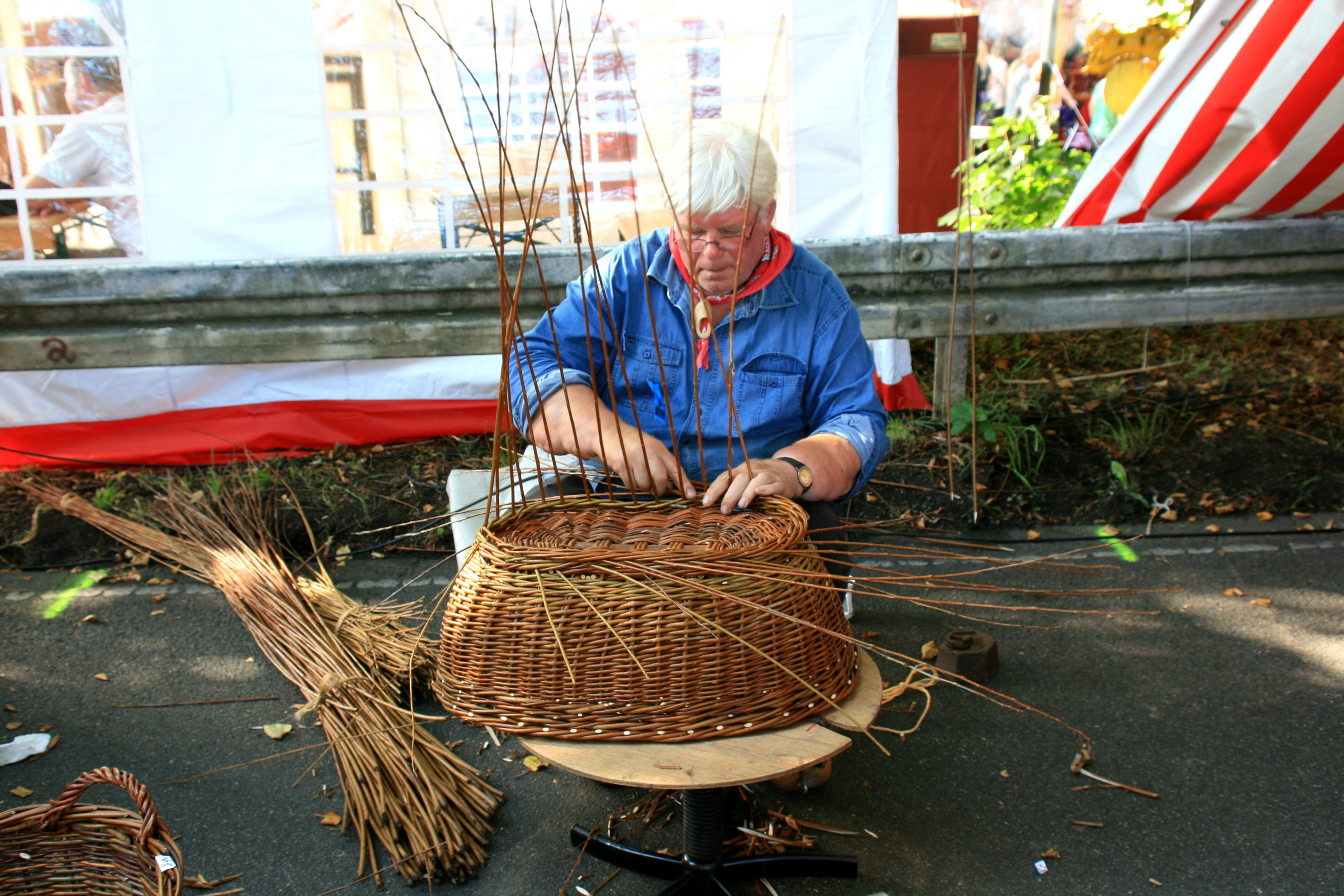
Mandenvlechtster op een Duitse ambachtenmarkt
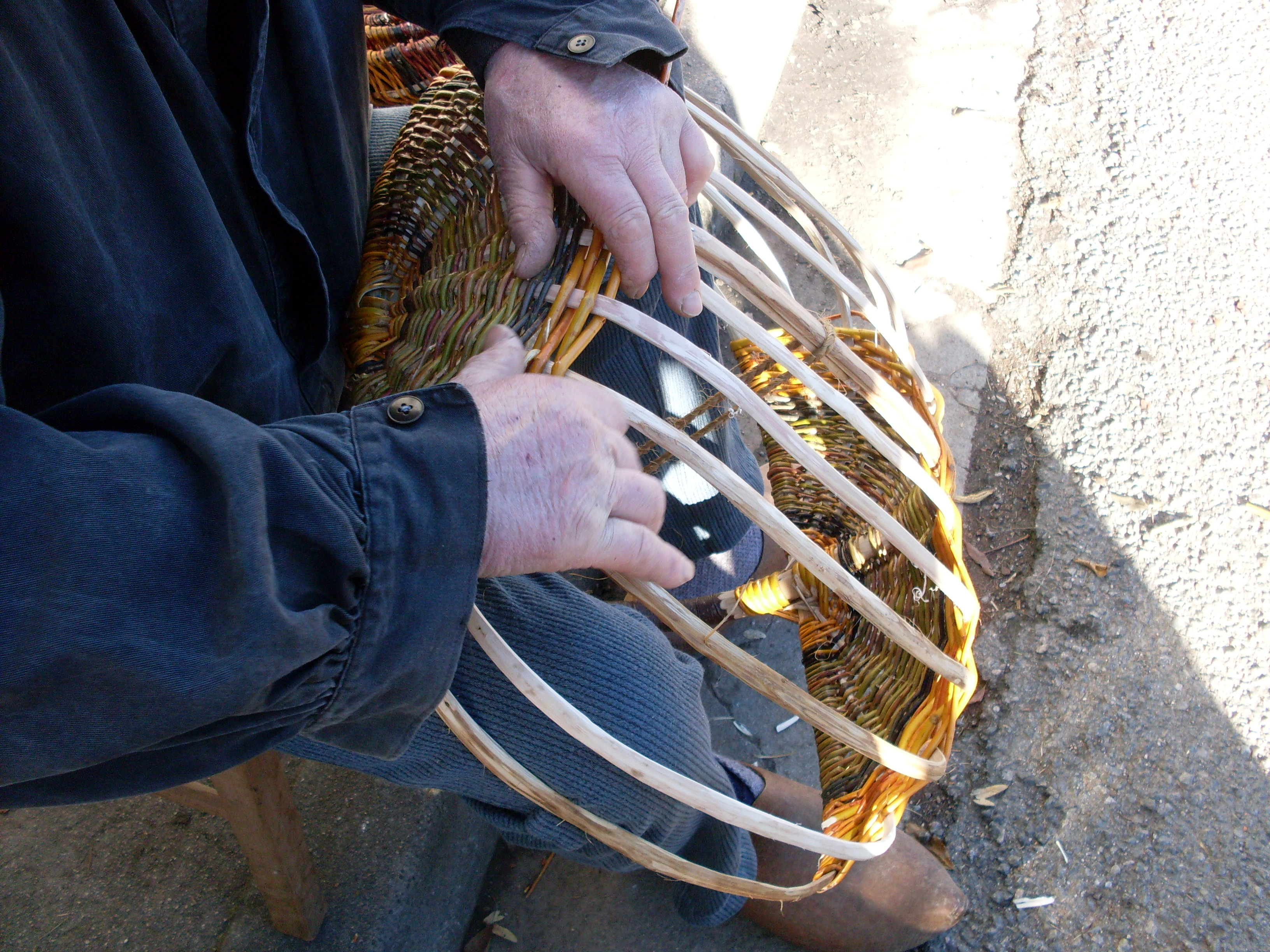
Mandenvlechter in de Dordogne
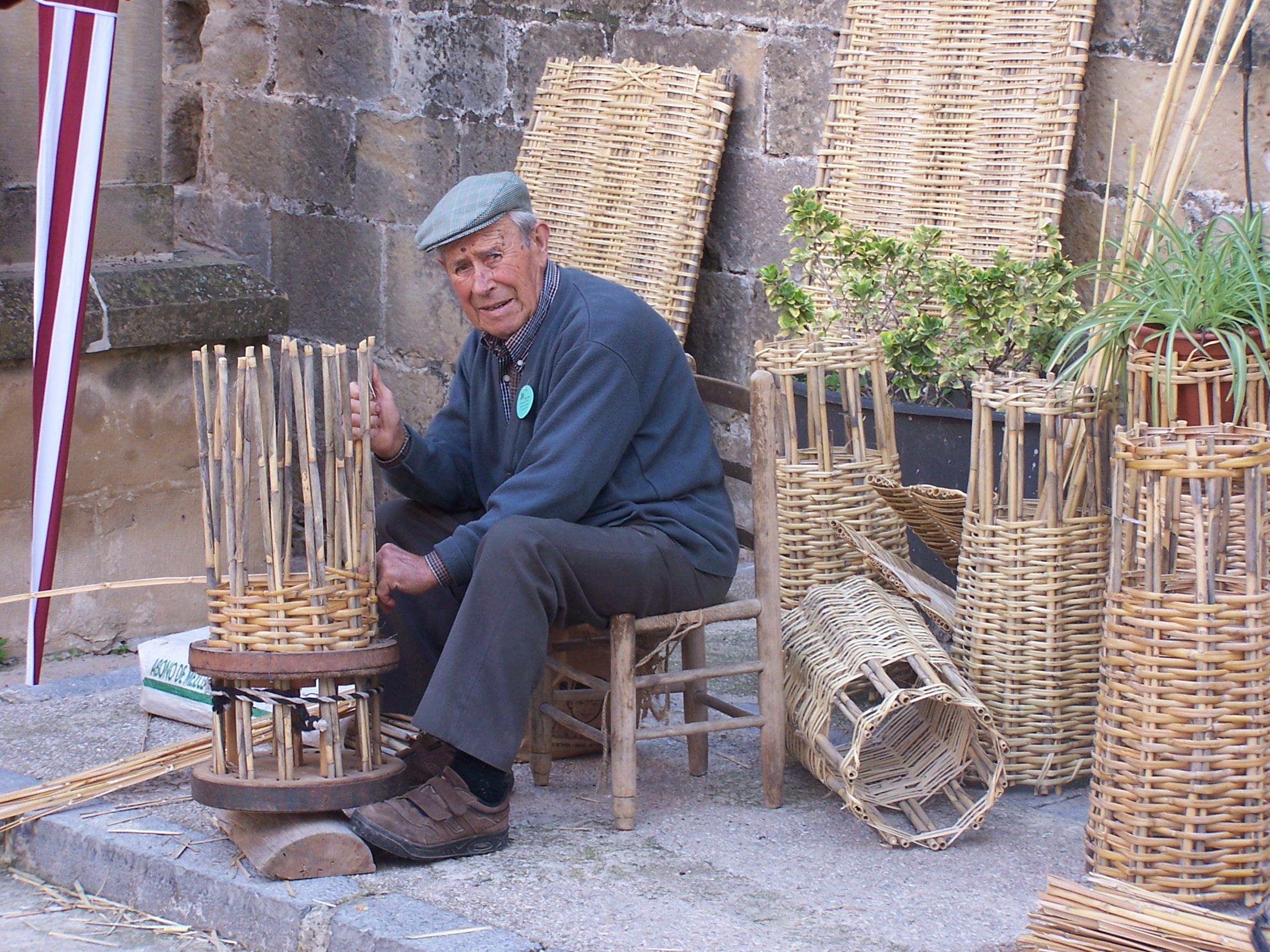
Mandenvlechter in Spanje